# Rik Fox

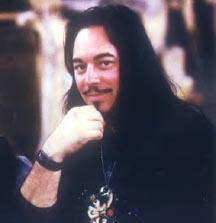
Rik Fox

Rik Fox (* 1955 in Amityville, Long Island, New York) ist ein US-amerikanischer Bassist polnischstämmiger Eltern, der in den 1980er Jahren mit der Heavy-Metal-Band Steeler bekannt wurde.

## Biographie
Rik Fox (richtiger Nachname Sulima-Suligowski) ist der Sohn polnischer Einwanderer. Seiner ersten Band mit dem Namen Virgin trat er Mitte der 1970er Jahre als Bassist bei. Weitere Bands waren Lust und SIN, bevor er zu Beginn der 1980er Jahre nach Los Angeles, Kalifornien zog und dort zum Ur-Line-Up der Schock-Rock-Band W.A.S.P. gehörte. Laut Fox soll die Namensgebung der Band auf ihn zurückgehen, als er im Hinterhof des Bandprobenraums auf eine Wespe (Englisch: Wasp) trat und so auf die Idee kam. Mit W.A.S.P. spielte Fox das erste Demo ein, bevor er die Band verließ und Steeler, der Band von Ron Keel und Yngwie Malmsteen beitrat. 1983 erschien ihr erstes und zugleich einziges, selbstbetiteltes Album, bevor die Band auseinanderfiel. Im gleichen Jahr noch erneuerte Fox seine Band SIN und veröffentlichte eine zwei Songs umfassende Single namens "On The Run". Infolge des Releases verließen alle Musiker die Band und benannten sich in Jagwire um, mit dem ehemaligen Rough-Cutt-Mitglied Joey Cristofanilli am Bass. 1985 stellte Fox ein neues SIN-Line-Up zusammen, welches ein Demo namens "Exploded" aufnahm, welches aber nie professionell veröffentlicht wurde. Als SIN 1986 endgültig am Ende war, stieg Fox bei Surgical Steel ein. 1988 stellte Rik erneut eine eigene Band zusammen, die auf den Namen Thunderball hörte. Ihr größter Erfolg war ein amerikaweit ausgestrahlter Werbespot der Western Union, bei der die Band unter dem Namen Putrid Rage zu sehen war. Fox wurde darüber hinaus von den Bands Angel, Starz und Quiet Riot angeworben, schlug aber alle Angebote aus verschiedenen Gründen aus. Ein Frontalcrash in einem Auto und die nachfolgende Rehabilitationsphase führte dazu, dass Fox sich aus der Musikszene verabschiedete. Infolge einer Umorientierung ist Fox u. a. am Set der US-amerikanischen Fernsehserie Air America (mit Lorenzo Lamas) tätig. Rik ist darüber hinaus Mitglied der Royal Spanish Court Guild, wo er unter dem Namen Chevalier Don Ryszard di Lis, Prince di Sulima, of Lechistan einen fahrenden Ritterbotschafter aus Polen darstellt, der in Spanien residiert.

## Diskographie

### Mit W.A.S.P.
- 1981 First Demo Tape

### Mit Steeler
- 1983 Steeler

### Mit SIN
- 1983 On The Run (7" Single)
- 1985 Exploded (Demo)